# Hamed Koné
Hamed Koné (nacido el 2 de noviembre de 1987) es un futbolista marfileño que se desempeña como delantero.
Jugó para clubes como el Chonburi, Home United FC, Gainare Tottori, PFC Slavia Sofia, FC Academica Argeș, FC Voluntari, Feronikeli y Neuchâtel Xamax FC.

## Trayectoria

### Clubes
| Club               | País                   | Año         |
| ------------------ | ---------------------- | ----------- |
| Chonburi           | Tailandia              | 2005 - 2006 |
| Home United FC     | Singapur               | 2007        |
| Gainare Tottori    | Japón                  | 2008 - 2011 |
| PFC Slavia Sofia   | Bulgaria               | 2012 - 2013 |
| FC Academica Argeș | Rumania                | 2014 - 2015 |
| FC Voluntari       | Rumania                | 2015 - 2016 |
| Dibba Al-Fujairah  | Emiratos Árabes Unidos | 2016        |
| Nuorese Calcio     | Italia                 | 2017        |
| Feronikeli         | Kosovo                 | 2018        |
| Neuchâtel Xamax FC | Suiza                  | 2018        |